# Święta wyspa Okinoshima i związane z nią miejsca w regionie Munakata
Święta wyspa Okinoshima i związane z nią miejsca w regionie Munakata (jap. 「神宿る島」宗像・沖ノ島と関連遺産群) – obiekt wpisany na listę światowego dziedzictwa UNESCO pod nr 1535 w 2017, obejmujący wyspę Okinoshima, jedno miejsce na jej terenie, kolejne miejsce na wyspie Ōshima i trzecie miejsce na wyspie Kiusiu w Japonii, w prefekturze Fukuoka.
Wyspa Okinoshima, położona w odległości 60 km na północny zachód od wyspy Kiusiu, jest wyjątkowym przykładem świętej wyspy w religii shintō, a chramy na wyspie podlegają głównemu chramowi Munakata Taisha w Munakata. Stanowiska archeologiczne, które zachowały się na wyspie, są praktycznie nienaruszone i stanowią chronologiczny zapis tego, jak praktykowane tam rytuały zmieniały się od IV do IX wieku naszej ery. Dary wotywne były składane w różnych miejscach na wyspie. Wiele z tych darów ma wysoki poziom artystyczny, niektóre pochodzą zza granicy, co jest dowodem intensywnej wymiany handlowej między archipelagiem japońskim, Półwyspem Koreańskim i kontynentem azjatyckim.

## Spis miejsc[1]
| Obraz | Miejsce                                | Opis |
| ----- | -------------------------------------- | --- |
|       | Okinoshima (widok wyspy z lotu ptaka)  | Wyspę porasta las pierwotny, który jest pomnikiem przyrody i rezerwatem fauny.                             |
|       | Chram Okitsu-Miya na wyspie Okinoshima | Chram ku czci kami Tagori-hime.                                                                            |
|       | Chram Nakatsu-Miya na wyspie Ōshima    | Chram ku czci kami Tagitsu-hime.                                                                           |
|       | Chram Hetsu-Miya na wyspie Kiusiu      | Chram ku czci kami Ichikishima-hime, część chramu Munakata Taisha. Honden pochodzi z 1578 a haiden z 1590. |